# Ankershagen
Ankershagen és un municipi del districte Mecklenburgische Seenplatte a l'estat de Mecklemburg-Pomerània Occidental a Alemanya. Pertany a l'amt del Penzliner Land. El 2019 tenia 631 habitants. El riu Havel hi neix. L'arqueòleg Heinrich Schliemann hi va passar la seva jovenesa i per això el municipi porta l'epítet oficial de Schliemanngemeinde (municipi de Schliemann).

## Nuclis
- Ankershagen
- Bocksee
- Bornhof
- Friedrichsfelde
- Rumpshagen.

## Llocs d'interès
- El Museu Schliemann[2]
- La mansió Rumpshagen[3]
- Les runes del castell aquàtic, seu de la nissaga dels Holstein
- El parc nacional del Müritz[4]

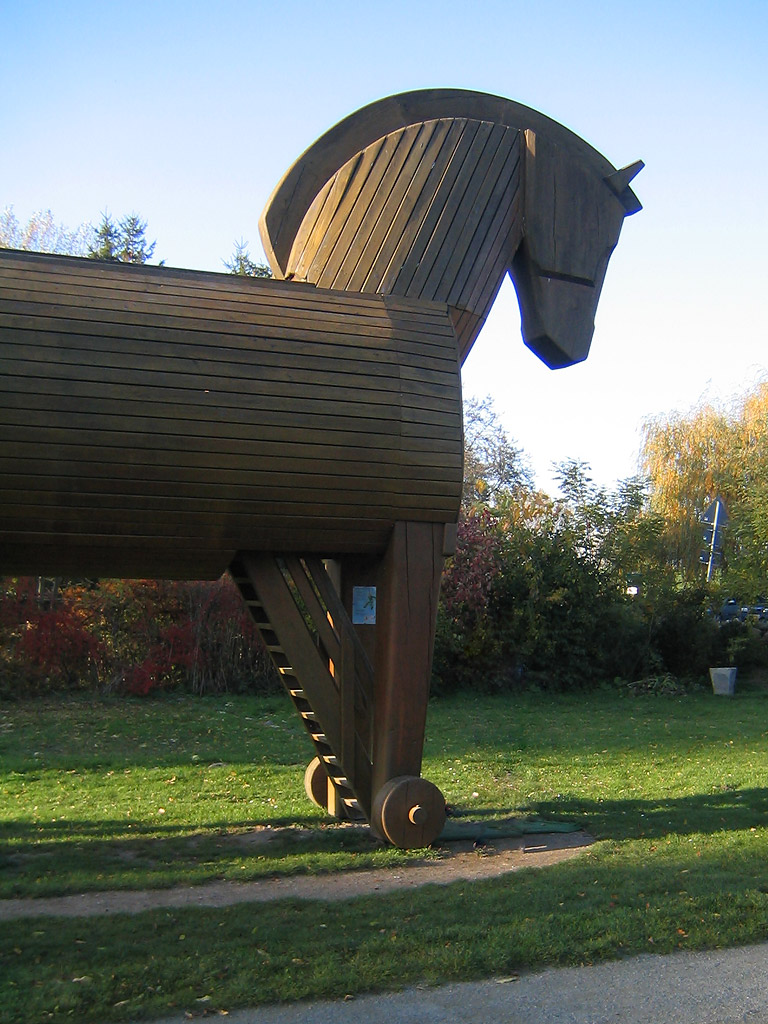
Església d'Ankershagen[5]  - Cavall de Troia davant del museu Schliemann
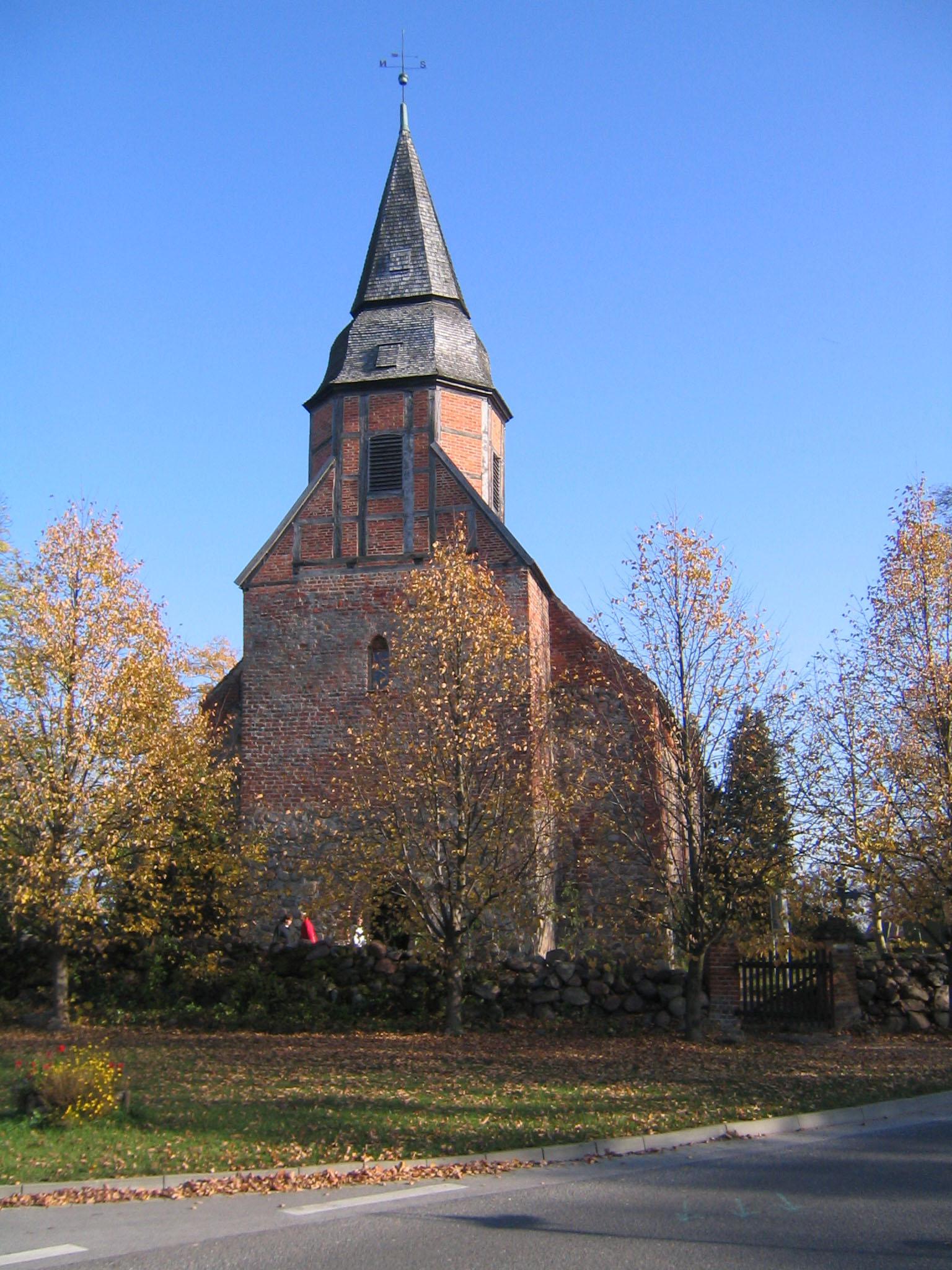
Església
  - Església